# Мирбо-сюр-Без (кантон)
Мирбо-сюр-Без (фр. Mirebeau-sur-Bèze) — кантон во Франции, находится в регионе Бургундия. Департамент кантона — Кот-д’Ор. Входит в состав округа Дижон. Население кантона на 2006 год составляло 8353 человека.
Код INSEE кантона — 2120. Всего в кантон Мирбо-сюр-Без входят 21 коммуна, из них главной коммуной является Мирбо-сюр-Без.

## Коммуны кантона
- Арсо — население 620 чел.
- Бомон-сюр-Венжан — население 171 чел.
- Бер-ле-Шатель — население 775 чел.
- Бельнёв — население 1422 чел.
- Без — население 709 чел.
- Безуот — население 203 чел.
- Бланьи-сюр-Венжан — население 126 чел.
- Шампань-сюр-Венжан — население 242 чел.
- Шарм (Кот-д’Ор) — население 123 чел.
- Шёж — население 107 чел.
- Кюизре — население 134 чел.
- Жансиньи — население 122 чел.
- Маньи-Сен-Медар — население 224 чел.
- Мирбо-сюр-Без — население 1844 чел.
- Нуарон-сюр-Без — население 218 чел.
- Уазийи — население 131 чел.
- Ренев — население 428 чел.
- Саволь — население 162 чел.
- Тане (Кот-д’Ор) — население 216 чел.
- Трошер — население 165 чел.
- Вьевинь — население 211 чел.